# Zumaia

Coat of arms of Zumaia

Flag of Zumaia

Zumaia (Tiếng Tây Ban Nha: Zumaya) là một đô thị trong tỉnh Guipúzcoa thuộc cộng đồng tự trị Xứ Basque, Tây Ban Nha. Thị trưởng là Iñaki Agirrezabala.

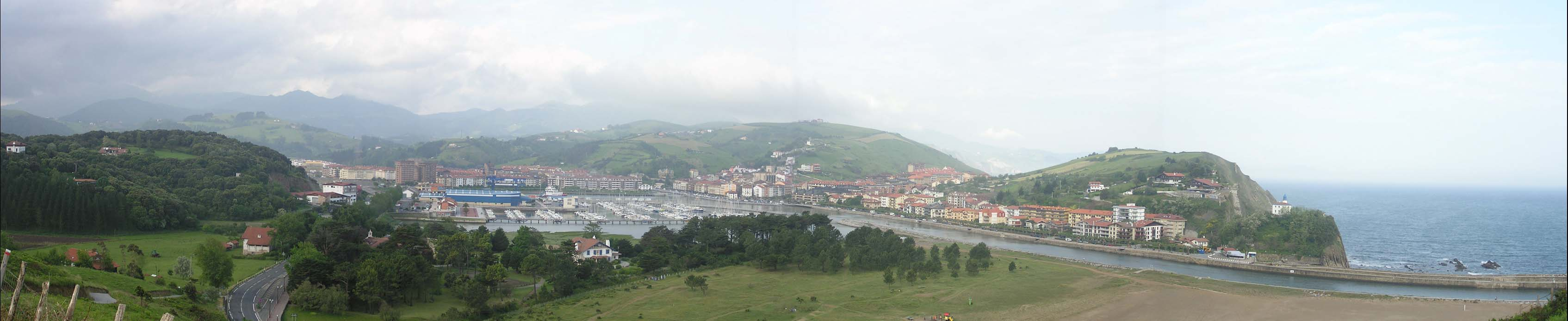
Panorama of Zumaia taken from country hotel

## Hình ảnh

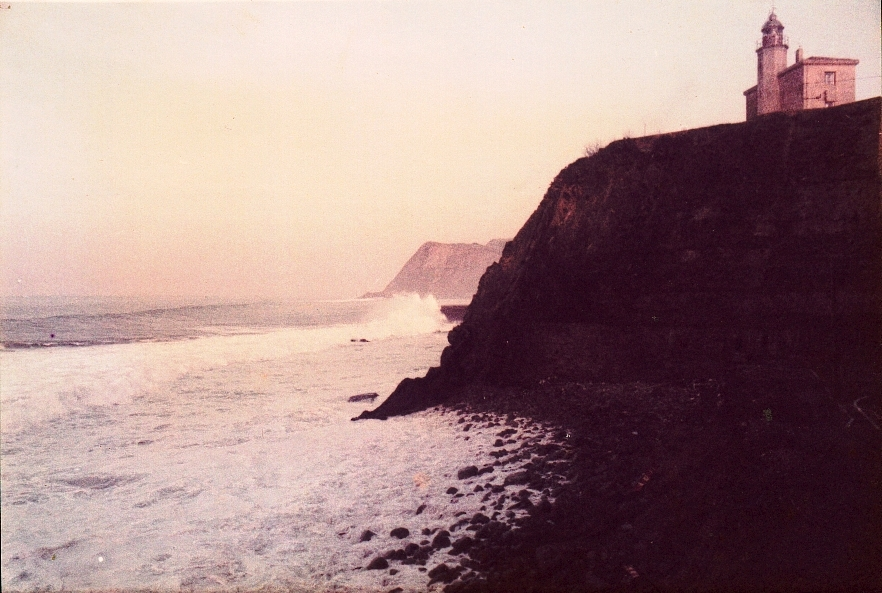
Lighthouse of Zumaia
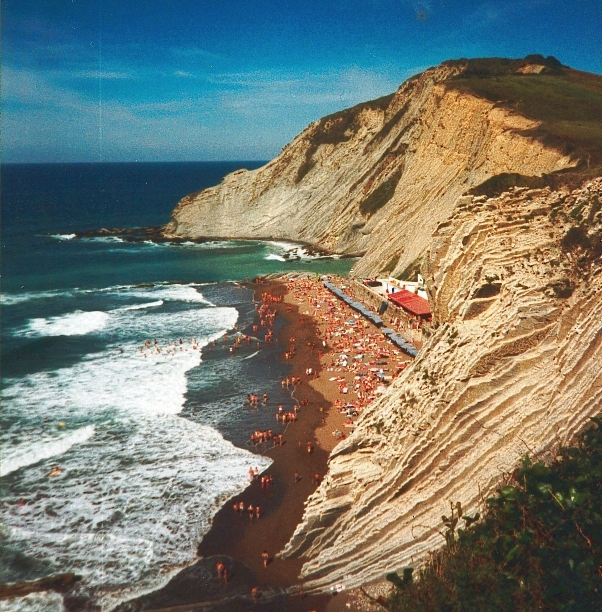
Itzurun beach
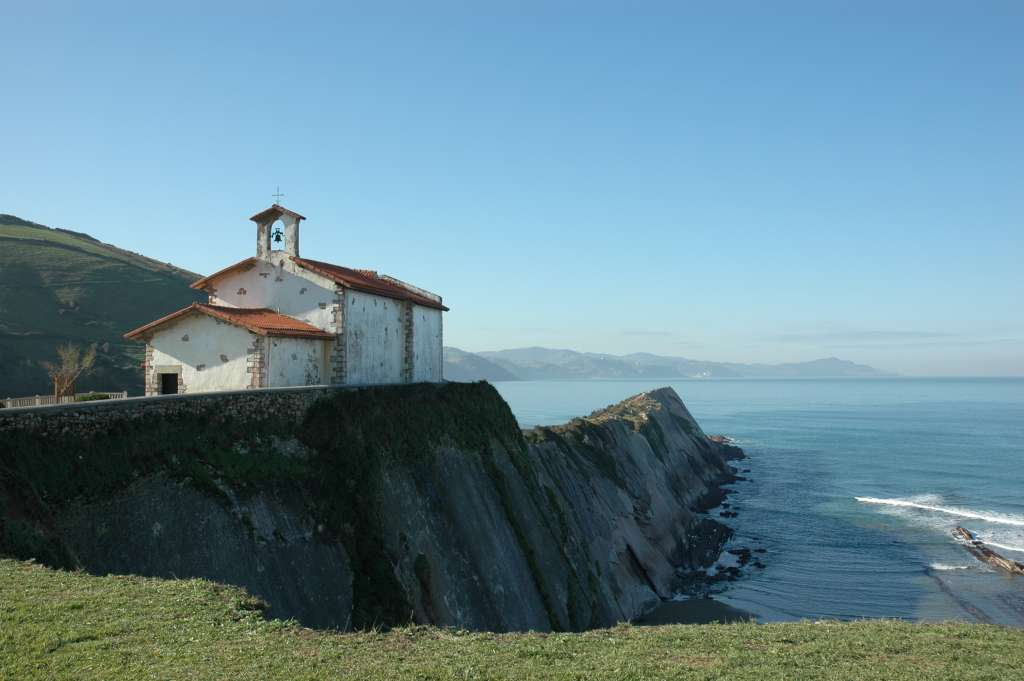
Chapel of San Telmo